# ミント神戸
ミント神戸（ミントこうべ）は、神戸市中央区雲井通にある神戸新聞社所有のビルディング、正式名称は神戸新聞会館（こうべしんぶんかいかん）。阪神・淡路大震災で全壊した旧神戸新聞会館についても本項目で述べる。

## 神戸新聞会館

### 竣工から被災まで
1956年、それまで兵庫区新開地にあった神戸新聞、デイリースポーツの本社機能を中心に、日本国有鉄道（国鉄、現・西日本旅客鉄道（JR西日本））三ノ宮駅の目前の場所ということで、商業施設・映画館も兼ね備えた総合ビルディングとして建築され、地元の市民からも親しまれた。設計者は村野藤吾。北側の壁面には、富士山が描かれた山一證券の巨大広告があり、「神戸の富士」と言われ名物になっていたほか、三宮交差点からも見える西側の壁面には電光掲示板を備え、1行文字を流すことでニュースを伝えるという新聞社屋ならではのサービスもあった。
なお、三ノ宮駅の目前の場所に本社機能を構えた背景には、モータリゼーション以前であった竣工当時は、記事輸送・新聞配送とも鉄道に大きく依存していたことが挙げられる。実際、三ノ宮駅の西口と新聞会館との間には、専用の地下通路（駅構内に直結）があり利用されていたと言われているが、震災直後にすべて撤去されている。
また、屋上には震災まで松下電器産業（現・パナソニック）のネオンが掲示された。

### 被災後
1995年1月17日の阪神・淡路大震災（兵庫県南部地震）により、同ビルは崩壊の危険がある全壊に近い被災をする。一時は、新聞の発行が危ぶまれたが、災害協定を結んでいた京都新聞の協力により無休で新聞を発行して生々しい震災の状況を伝えた。
同系のデイリースポーツも発行が危ぶまれたが、日本経済新聞社（東京本社）の協力により翌日の新聞を発行して震災の状況を伝えた。
1995年2月、神戸新聞社は、登記上本社を西区室谷の製作センターに、社屋を神戸ハーバーランド・ダイヤニッセイビルに暫定的に移転する。その後、当会館は解体工事が行われて整地され、暫定的に駐車場として開放される。本社・社屋については1996年から同社が運営する「神戸情報文化ビル」に正式に移転した。

### 映画館
旧新聞会館内にはオーエス株式会社経営・運営による映画館があり、1959年6月1日、3階 - 6階部分に「新聞会館大劇場」（座席数：1,280席）、7階に「スカイシネマ」（座席数：240席）が開業。阪急会館や三劇（三宮劇場）と共に兵庫県内における東宝系映画館のチェーンマスターとして親しまれたが、1987年7月、大劇場が閉館。スカイシネマのあった7階は「新聞会館シネマ」に改装され2スクリーン体制（シネマ1：300席、シネマ2：222席）となり営業を継続した。大震災発生前に上映されていた作品はシネマ1が『ジュニア』、シネマ2が『酔拳2』だった。

## ミント神戸
2004年3月から震災復興10年を契機として神戸新聞会館の再建工事が実施されることとなり、神戸新聞社自体は入居しないものの商業・オフィス複合ビルとして2006年10月4日にオープンした。「神戸新聞会館」をビルの正式名称として引き継いだうえで、新たに、愛称を「ミント神戸（M-INT KOBE）」と定めた。なお、「ミント神戸」の愛称が採用された当初は、地下1階から9階までの商業施設部分の愛称とする見込みであったが、開業のころになると、ミント神戸の知名度が大きくなり、結局、建物全体において「ミント神戸」の愛称が使われるようになった。
地上18階・地下2階建て、延べ床面積約41,000平方メートル。ファッション、グルメ、8スクリーンのシネマコンプレックスなど65店が入る複合商業ビル。他に献血ルームが当館15階に入居している。1階には高速バスの三宮バスターミナルの機能を備える。
地下1階は、阪神百貨店の食品売場である「さんのみや・阪神食品館」として開業したが、売り上げ低迷のため2010年4月1日から一時休業、同年12月31日をもって閉店した。その後2011年9月22日に、後継店舗としてKOHYO三宮店が開業した。
また、ビル東側のサンシティビルと「雲井マリン・ロード」という地下道で結ばれた。震災前、サンシティビルができた当時、秀味街とプランタン神戸本館（サンシティビルの核テナント）を地下でつなぐ計画があったとされるが実現せず、震災復興を経て実現したことになる。なお、秀味街は2002年ごろに閉鎖され、ミント神戸の「M-KITCHEN」として整備された。プランタン神戸本館については震災後営業再開されることがないまま閉店となり、1995年4月からダイエー神戸三宮店が入居している。
2012年3月20日には阪神三宮駅（現：神戸三宮駅）に東口が新設され、ミント神戸と地下で直結された。

### OSシネマズミント神戸
OSシネマズミント神戸（OS Cinemas M-INT KOBE）は、前述の新聞会館シネマを運営していたオーエス株式会社により開業したシネマコンプレックス。
全スクリーンが指定席制度を取り入れている他、「OSピュアサウンド」と呼ばれる最新音響設備を導入している。全8スクリーンで総座席数は1,631席。
このシネコンの開業と前後して、三劇1・2が2006年8月31日に、阪急会館1・2が2007年5月22日に閉館している。

#### 座席数
- スクリーン1：219席
- スクリーン2：308席
- スクリーン3：181席
- スクリーン4：102席
- スクリーン5：127席
- スクリーン6：304席
- スクリーン7：189席
- スクリーン8：201席